# Majdan Królewski (przystanek kolejowy)
Majdan Królewski – mijanka i przystanek osobowy, która powstała wskutek likwidacji stacji zamkniętej w roku 2000. Znajduje się w Hucie Komorowskiej, w województwie podkarpackim, w Polsce, a nazwana została Majdan Królewski, ze względu na bliskość siedziby gminy.

## Ruch pasażerski
| Rok  | Wymiana pasażerska na dobę |
| ---- | -------------------------- |
| 2017 | 20-49                      |
| 2022 | 20-49                      |

Od 13 grudnia 2009 uruchomiono połączenie Rzeszów – Stalowa Wola Rozwadów. W Majdanie Królewskim, oprócz toru głównego zasadniczego były 2 tory główne dodatkowe. Po zamknięciu stacji zostały rozebrane przez złomiarzy. Również ukradziono cegły, którymi zamurowano okna nastawni wykonawczej, a samą nastawnię zrujnowano.
W marcu 2019 rozpoczęto budowę rozebranej przed laty mijanki, która zyska drugą krawędź peronową, 2 nowe rozjazdy i tor dodatkowy. W maju 2019 mijanka razem z nowym peronem  została oddana do użytku.